# نادي الوحدة الرياضي
نادي الوحدة الرياضي هو نادي كرة قدم أردني مقره في مخيم مادبا ، الأردن. ويتنافس حالياً في دوري الدرجة الثانية الأردني، وهو المستوى الثالث لكرة القدم الأردنية. يمثل نادي الوحدة مخيم مادبا، وهو مخيم للاجئين الفلسطينيين في الأردن. وباعتبارها نادي رياضي وثقافي واجتماعي، فقد ساعد أطفال اللاجئين في المنطقة للمساعدة في دعم افتتاح مركز دعم التعلم في مدرسة مادبا للبنات، بالتنسيق مع الأونروا.

## تاريخه
قام النادي بمبادرات أخرى تتجاوز كرة القدم، مثل استضافة فعاليات الشعر أو المعسكرات العسكرية لتحقيق المزيد من الفائدة لمجتمعهم.
على الرغم من أنها كانت تتمتع بأساس قوي كنادي، إلا أنها أدركت في 6 أكتوبر 2019 أنها بحاجة إلى الترويج للشباب بشكل أفضل، بما في ذلك الترويج للأندية الرياضية للمجتمع. ومن بين المبادرات الأخرى، تعهدت الوحدة بدعم 12 ناديا رياضيا ثقافيا بمبلغ 80 ألف دينار أردني .
بصفته نادي كرة قدم، عُرف أن نادي الوحدة كان تحت قيادة المدير الفني قصي الفقهاء، خلال موسم دوري الدرجة الثانية الأردني 2022.

## الروابط الخارجية
- نادي الوحدة - سكور واي
- الوحدة - كوورة